# Okręg Fort-de-France
Okręg Fort-de-France (fr. Arrondissement de Fort-de-France) – okręg na Martynice. Populacja wynosi 168 tysięcy.

## Podział administracyjny
W skład okręgu wchodzą następujące kantony:
- Fort-de-France-1,
- Fort-de-France-2,
- Fort-de-France-3,
- Fort-de-France-4,
- Fort-de-France-5,
- Fort-de-France-6,
- Fort-de-France-7,
- Fort-de-France-8,
- Fort-de-France-9,
- Fort-de-France-10,
- Lamentin-1,
- Lamentin-2,
- Lamentin-3,
- Saint-Joseph,
- Schœlcher-1,
- Schœlcher-2.